# 玛丽·娄·吉普森

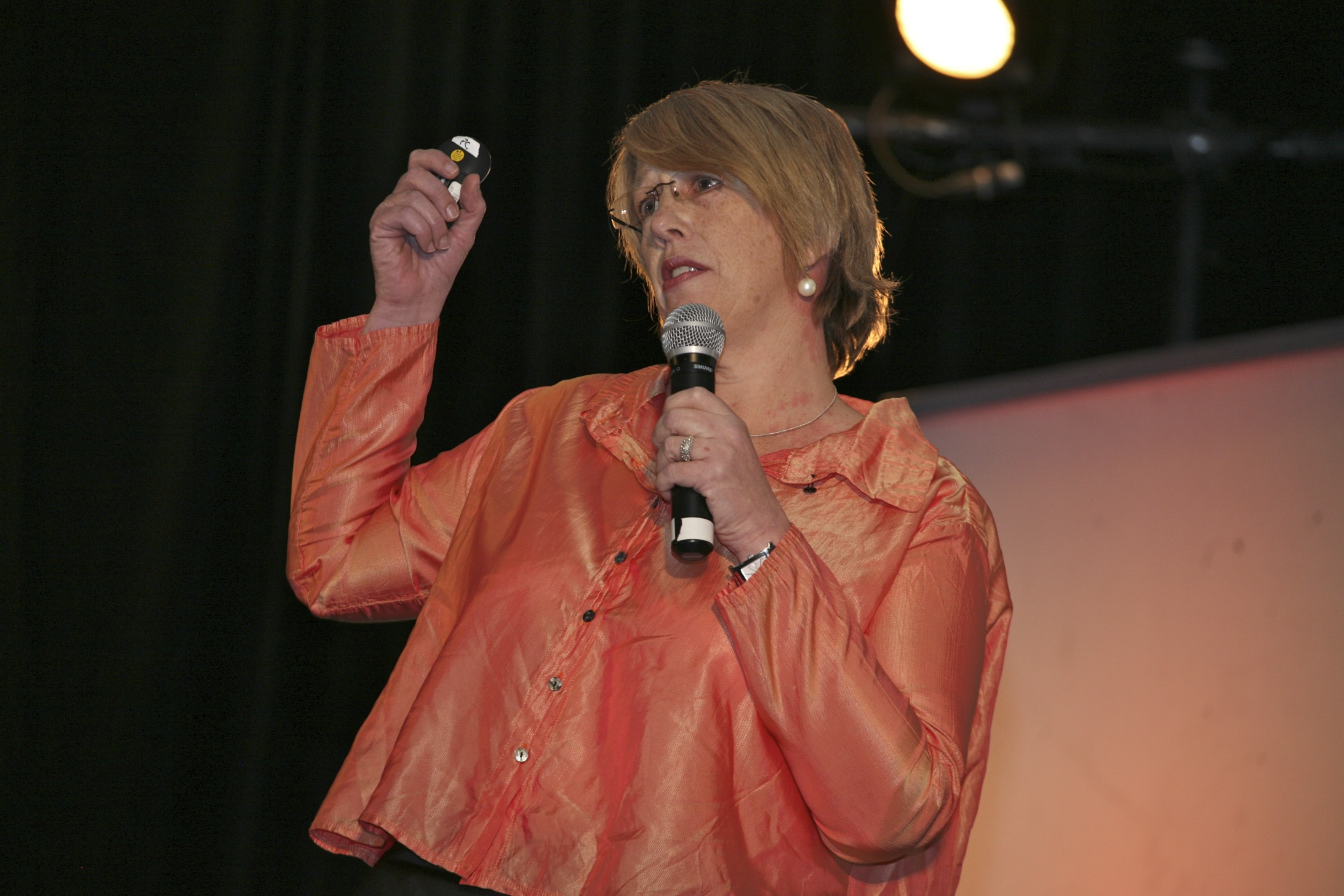
2009年Etech上的演讲人玛丽·娄·吉普森

玛丽·娄·吉普森（英語：Mary Lou Jepsen，1965年—）是Google X 实验室的展示部门的负责人。她也是一家为便携式电脑设计和制造低成本，低耗量LCD屏幕的制造商Pixel Qi的创始人。她曾是One Laptop per Child(OLPC)的联合创始人和第一位首席技术官。

## Solve for X
她是Google的"Solve for X"项目里早期贡献者之一，其项目点子是"设想思维脑图的眼睛/Imaging the Mind's Eye"。 

## Google X Lab
2013年，她加入 Google X 实验室。其头衔是“展示部门的负责人/Head of the Display Division”。